# Parafia Podwyższenia Krzyża Świętego w Luboszycach
Parafia Podwyższenia Krzyża Świętego w Luboszycach – znajduje się w dekanacie Góra zachód w archidiecezji wrocławskiej. Erygowana w 1972 roku.
Obsługiwana przez księży archidiecezjalnych. Jej proboszczem jest ks. mgr lic. Adam Lota.

## Parafialne księgi metrykalne
| Księgi metrykalne | Okres ewidencji |
| ----------------- | --------------- |
| chrztów           | 1971 -          |
| ślubów            | 1971 -          |
| zgonów            | 1971 -          |